# 乌散特勤洒
烏散特勤灑（大夏文钱铭：ΤΟΓΙΝΟ ΥωΡCΟΝΟ ϷΟΥΟ，转写：togino uōrsano shao；巴列维文钱铭转写：tgyn’hwr''s''n MLK'）是唐代罽宾国的一位君主。“乌散特勤洒”是他的称号，约意为“东方（或呼罗珊）的特勤、国王”，中国史籍称其为“罽宾王”，学者推测他于约680-683年继承王位，是该地突厥王朝的第二位君主，在他在位期间，罽宾与西面的阿拉伯人发生过数次冲突。僧人慧超经行时（726年），他控制着罽宾、犍陀罗、览波等地，即今喀布尔河流域一带。中国史书后载他于738或739年因年老，上表唐朝将王位让给儿子拂菻罽婆。现代考古中发现了不少有togino uōrsano shao〔特勤，呼罗珊（或东方）之王〕及类似字样的铸币，一般认为发行这些铸币的就是中文记载中的乌散特勤洒。

## 人物身份

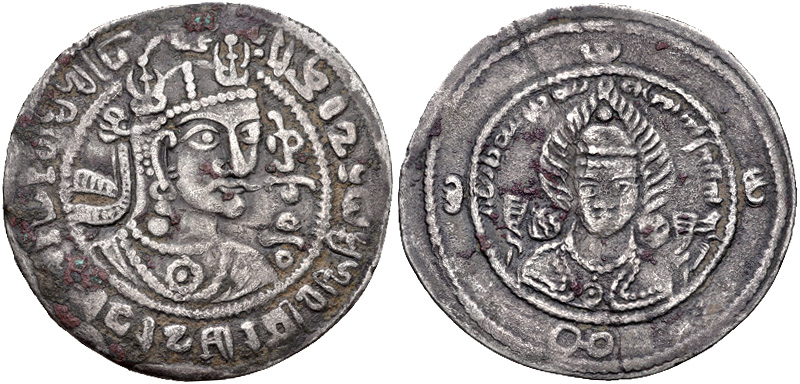
正面：有三叉戟与狮头图案的王冠；外圈有婆罗米铭文（开始于11点方向），拉丁转写为：śrī hitivira kharalāva pārame śvara śrī vahi tigin deva kāriṭaṃ （大意：陛下，哈拉吉人的俟利发（Iltäbar），至高神的敬拜者，国王陛下，神圣的君主特勤铸造此币）
内圈有大夏文铭文：Cρι Ϸανο （转写：Sri Shaho，意为国王陛下）。
背面：伊朗火神阿杜尔 (火神)像；内圈有巴列维文铭文（开始于12点方向），拉丁转写为：hptwhpt （特勤，呼罗珊之王，77年），此年份为伊嗣俟三世纪年，相当于728年。

中文史籍中的“乌散特勤洒”意为“特勤，东方之王”，巴克特里亚语拉丁转写写法为“tagino（特勤）uorsono（东方，即“乌散”）šao（国王，即“洒”）”；特勤为突厥官名，“乌散”即东方，或意为呼罗珊，“洒”即王，相当于波斯的“沙”。而在出土的乌散特勤洒钱币上，可见到的写法有“togino uōrsano shao”（大夏文转写，意为特勤，呼罗珊/东方之王）、“tgyn’hwr''s''n MLK'”（巴列维字母转写，意为特勤，呼罗珊王）、“kharalāva pārame”（婆罗米文转写，意为哈拉吉人的俟利发）等。
中文记载没有指出乌散特勤洒登位的时间，只是记载他于739年把王位让给了儿子拂菻罽婆，在他之前，只记显庆三年（658-659年），罽宾王为曷擷支，又记開元八年（720-721年），册罽宾王为“葛羅達支特勤”，《册府元龟》则称唐朝于開元九年（721-722年）册葛羅達支特勤为罽宾王。岑仲勉认为，“葛羅達支”即罽宾附近的谢䫻国，这次封赐指明该地进入罽宾的势力范围。桑山正進则认为，“葛羅達支特勤”与“乌散特勤洒”是同一罽宾王在不同时期的不同称号，他初期称“葛羅達支特勤”，728年左右改称“乌散特勤洒”，并推断他于大约680-683年之间即位。也有学者认为，“葛羅達支”就是民族名“哈拉吉”的音译。

## 生平

### 祖源、继位
伊斯兰史家比鲁尼在其著作《印度史》（阿拉伯语：تحقيق ما للهند من مقولة معقولة في العقل أو مرذولة，转写：Kitab al-Bīrūnī fī Taḥqīq mā li-al-Hind）中，记载称曾有一些“Turk Shahis”（突厥王公）统治过喀布尔，其中第一位君主名叫Barhatakin（即Barha Tegin，巴尔哈特勤），书中描绘他穿着突厥式服饰。桑山正进认为，这个“巴尔哈特勤”就是乌散特勤洒之父，正是他在661年后，消灭了原据罽宾国，以“馨孽”为始祖，相传十二代的“剎利種（粟特）”王朝，建立了突厥统治。乌散特勤洒继承了这一统治。也有学者认为，这一王朝可能就是阿富汗本地人，而他们借用突厥式的头衔，只是利用突厥人的名声而已。
据伊斯兰史家记载，约665年，阿拉伯军就曾攻占过喀布尔，次年又被當地势力夺回。据桑山正进推测，此时在位的喀布尔君主应该仍是巴尔哈特勤，据穆斯林史家塔巴里与拜拉祖里的记载，约680-683年间，“喀布尔沙（Kābul Shāh）”与其兄弟鲁比勒（RYBYL）发生冲突，喀布尔沙投奔穆斯林军队，桑山正进认为，这处记载应该是颠倒了人物关系，实际应是鲁比勒逃到了穆斯林那里；发生这种情况，应该是由于两兄弟间发生了继承冲突，乌散特勤沙取得了胜利，成功继位，所以被称为“喀布尔沙”，鲁比勒失败，随之逃走，慧超称罽宾王为谢䫻王之叔（见后），据此推测，乌散特勤洒应该是鲁比勒之弟。
乌散特勤沙继位后，与阿拉伯人的冲突仍然不断，鲁比勒很快离开阿拉伯人，独自占领了扎布里斯坦（Zābulistān），即中国记载中的谢䫻，又于686-687年左右被阿拉伯人杀死。《新唐书》称：“罽宾取其子弟持兵以御大食”，表明两国在共同抵抗敌军。阿拉伯人在之后分别于697、699、711年三次进攻谢䫻（阿拉伯人称其王为Zunbil），包括名将屈底波亲自来攻，都没有取得很大成果，谢䫻甚至不再向阿拉伯人纳贡，罽宾也一直保持独立。
另外，《册府元龟》载开元六年（718年），在长安“留宿卫”的吐火罗叶护之弟仆罗上书朝廷，列举了吐火罗叶护的势力范围，请求授予自己更高的官位，指出“罽宾国王”及“谢䫻国王”等小国君主自6世纪末以来就是其藩属，不过这更可能是705年阿拉伯名将屈底波进攻吐火罗前的情况，仆罗本人可能就是为了求援而前往长安的，吐火罗叶护本人也于710年被阿拉伯人俘虏，带到大马士革囚禁。

### 称号问题
中文史料中的“乌散特勤洒”只是他的头衔，阿拉伯人称他为“喀布尔沙（Kābul Shāh）”，铸币上也没有他的真名。出土钱币中，有较早期的钱币上铭CΡΙ ΤΟΓΙΝΙ ϷΟΥΟ（陛下，特勤国王，这可能表明他即位时像父亲一样，自称“特勤”。《册府元龟》载，唐朝曾于開元九年（721-722年）“册葛羅達支特勤为罽宾王”。岑仲勉认为，“葛羅達支”即罽宾附近的谢䫻国，这次册封指明该地进入罽宾的势力范围，桑山正进认为，从僧人慧超记载的人物关系来看，此特勤应与乌散特勤洒为同一人。
另外，他钱铭上的ΥωΡCΟΝΟ（uōrsano），即中文“乌散”的含义也存在争议，罗伯特·戈布尔认为这指的就是波斯的大呼罗珊，但桑山正進认为他的统治区并不属于呼罗珊，该词更可能是“东面”的意思，称自己为“东方之王”，可能与谢䫻的臣服有关。这一铸币有标年份（77年），一般认为是伊嗣俟三世纪年，即公元728年，此币也可证明此时“乌散特勤洒”的头衔已被使用，与“葛羅達支特勤”相比，是个更高级的头衔。

### 慧超的记载
726年，新罗僧人慧超从中国出发，前往印度求法；他的著作《往五天竺国传》中，记载了犍陀罗、罽宾、谢䫻等国的情况：
（建馱羅国）此王及兵馬。總是突厥。土人是胡。兼有婆羅門。此國舊是罽賓王王化。為此突厥王阿耶領一部落兵馬。投彼罽賓王。於後突厥兵盛。便殺彼罽賓王。自為國主。因茲國境突厥覇王此國已北。……此王雖是突厥。甚敬信三寶。……此國大小乘俱行。

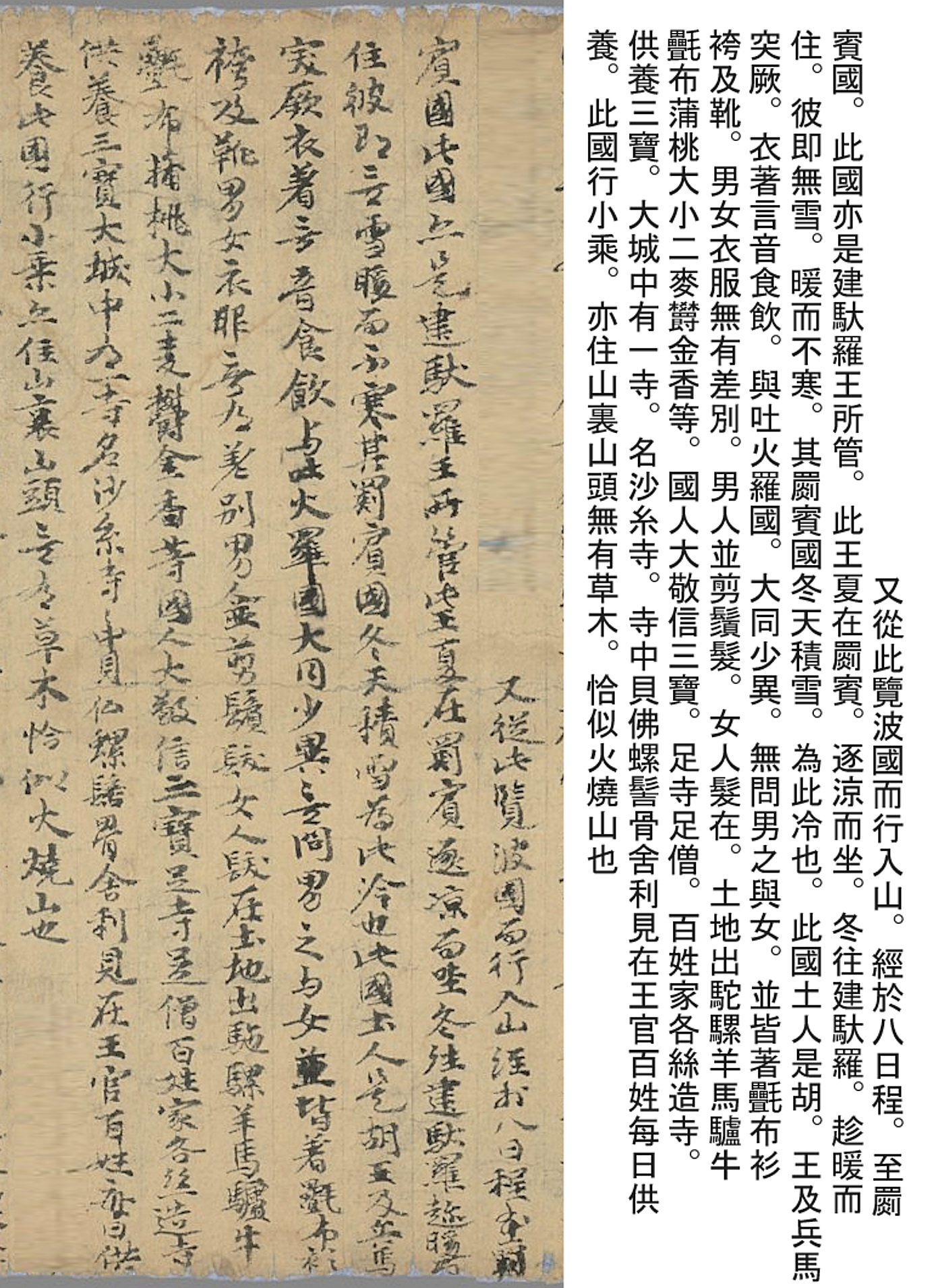
慧超《往五天竺国传》罽宾一段

又從此建馱羅國。西行入山七日。至覽波國。此國無王。有大首領。亦屬建馱羅國所管……
經於八日程。至罽賓國。此國亦是建馱羅王所管。此王夏在罽賓。逐涼而坐。冬往建馱羅。趁暖而住。彼即無雪。暖而不寒。其罽賓國冬天積雪。為此冷也。此國土人是胡。王及兵馬突厥。……國人大敬信三寶。足寺足僧。……此國行小乘。

又從此罽賓國西行至七日谢䫻國。彼自呼云社護羅薩他那。土人是胡。王及兵馬。即是突厥。其王即是罽賓王姪兒。自把部落兵馬住此於國。不屬餘國。亦不屬阿叔。極敬三寶。足寺足僧。行大乘法。——《往五天竺国传》，约626年
慧超的记载指出，当时统治罽宾的君主是突厥人，他同时还统治了犍陀罗和覽波两地，相当于整个喀布尔河流域；他冬季前往较温暖的犍陀罗，以乌铎伽汉荼为其东都。桑山正进认为，从时间上看，慧超这里说到的“健驮罗王”可能就是乌散特勤洒。
这里记载谢䫻王为罽宾王侄子，学者认为，此谢䫻王就是当年与乌散特勤洒争位的鲁比勒（RYBYL）之子。不过《新唐书》谢䫻条指出景雲年间（710-712年）以后，该国便“臣罽賓”，慧超的记载则称谢䫻王“不属余国”，可能这种附庸关系在726年前就已解体。

### 后人
《旧唐书》记载，開元二十七年（739-740年）乌散特勤洒“以年老，上表请以子拂菻罽婆嗣位，许之，仍降使册命”；《册府元龟》则系此事于開元二十六年十月（738年10-11月）。学者认为，“拂菻罽婆”应为“拂菻罽裟”之误，钱铭文为FOPOMO KHOIPO（大夏文），可能意为“罗马凯撒”；这一头衔可能与拜占庭帝国有关，中国史书记载，拂菻（东罗马帝国）曾于719年派遣“吐火罗大首领”及“大德僧”到唐朝朝贡，学者认为，“拂菻罽裟”这一称号可能就与这个事件有关。
中文史料还记载拂菻罽裟之后的下一位君主勃匐准，他于天宝四年（745-746年）被唐册封。之后几任君主之名见于阿拉伯记载，9世纪上半叶，其王位被印度教徒篡夺，后者建立了印度教沙阿王朝。

## 钱币
正面：王像头后有狼头戳记，王冠有二重連珠冠帯,正面有两个三日月状弧形，有三叉图案。大夏文钱铭：ΤΟΓΙΝΟ ΥΩΡCΟΝΟ ϷΟΥΟ，转写：togino uōrsano shao
背面：拜火坛与两位祭司，右侧有大夏文钱铭：ΧϷΟΝΟ ΥΟΔ，意为494年或474年，实际指公元702-703年或705年；左侧亦有大夏文钱铭：CΙΡ ϷΡΟΟΟ，意为“国王陛下”（见桑山正进论文“6-8 世紀 Kapisi-Kabul-Zabul の貨幣と發行者”图版E240）

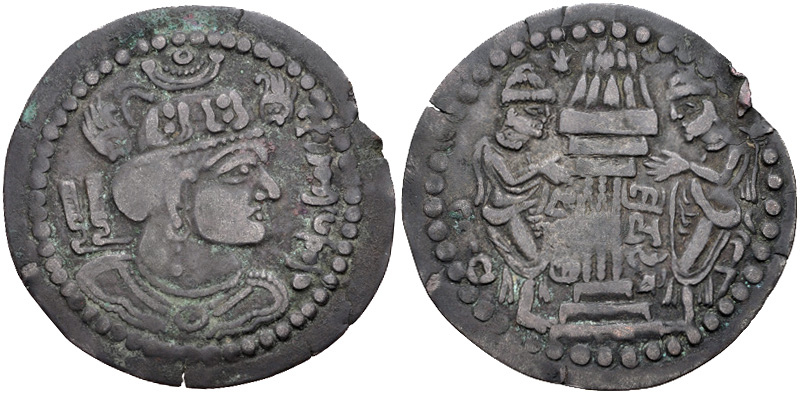
正面：有翅、三日月图案的王冠，大夏文钱铭：CΡΙ ΤΟΓΙΝΙ ϷΟΥΟ（陛下，特勤国王）[23] 背面：婆罗米文钱铭：śrī MĀDĪVE/PARE śrī，意为“陛下，国王特勤陛下”或“通过室利（成为）王——王冠的卓越”[34]；之后又有巴列维文钱铭转写：wyst，意为“20”
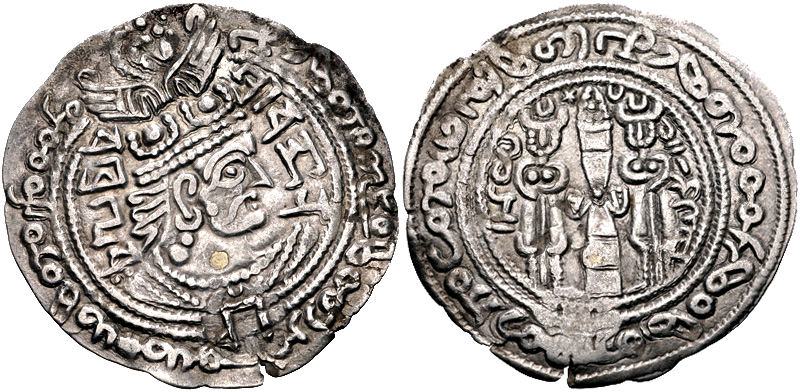
阿拉伯-萨珊波斯风格 正面：婆罗米文钱铭转写：śrī Vajara/Vakhdeva；大夏文钱铭：CΡΙ ΒΟΓΟ ΟΖΟΡΟΒΟΟΙ ΓΟ CΟΝΟ ΒΟΓΟ ΧΟΟΟΗΟ，大意为“陛下，Vazrabti，打败敌人者，君主，支配者”[6] 背面：巴列维文钱铭转写：p"Shmr't/'pzwn'；大夏文钱铭：CΡΙ ΒΟΓΟ ΟΟΗΒΟ ΒΟΓΟΟΙ ΠΟ ΚΟΓΟΝΟ CΟΙ ΒΟΓΙ
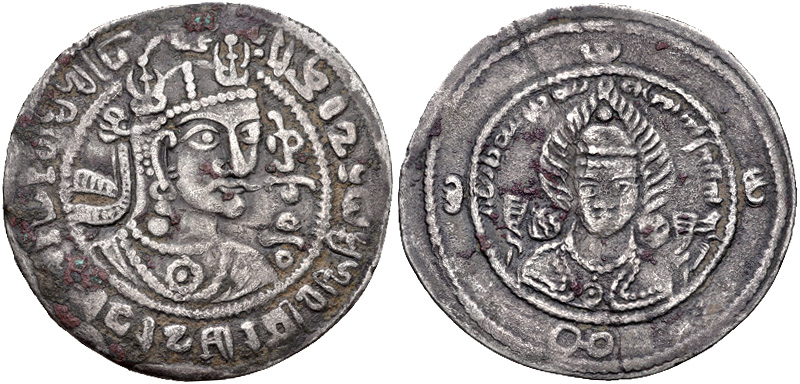
乌散特勤洒后期钱币，钱铭及图案见上

## 引用
1. 1 2  欧阳修 1975，卷一百四十六上 西域上
2. 1 2 3 4  劉昫 1975，卷一百九十八 列傳第一百四十八: 西戎
3. ↑  王钦若 2006，卷九百六十六 外臣部·继袭
4. 1 2 3  岑仲勉 1958，第146-157頁
5. 1 2 3 4  . Kunsthistorisches Museum Vienna. 2012–2013  [July 22, 2017]. （原始内容存档于2016-09-05）.
6. 1 2 3 4 5 6 7  桑山正進 1993，第390-391頁
7. ↑  林梅村 1993a，第96-97頁
8. ↑  林梅村 1993b，第5頁
9. 1 2 3  王钦若 2006，卷九百六十四 外臣部·封册第二
10. ↑  桑山正進 1993，第398-399，391-394頁
11. ↑  Balogh, Dániel. . Barkhuis. 12 March 2020: 105  [2022-01-22]. ISBN 978-94-93194-01-4. （原始内容存档于2021-11-28） （英语）.
12. ↑  桑山正進 1993，第405頁
13. ↑  桑山正進 1976，第403頁
14. ↑  桑山正進 1993，第394頁
15. ↑  Afridi G S. 2016，第43-44頁
16. 1 2  Kim, Hyun Jin. . Routledge. 19 November 2015: 58–59  [2021-04-26]. ISBN 978-1-317-34090-4. （原始内容存档于2021-03-02） （英语）.
17. 1 2  桑山正進 1993，第401頁
18. ↑  桑山正進 2000，第65-66頁
19. ↑  桑山正進 1993，第400頁
20. 1 2  欧阳修 1975，卷一百四十六上 西域下
21. ↑  王小甫 1992，第142-143頁
22. ↑  王欣 2017，第172-175頁
23. 1 2 3  桑山正進 1993，第389頁
24. 1 2  桑山正進 1976，第391頁
25. ↑  桑山正進 1976，第393頁.
26. ↑  桑山正進 1976，第392頁
27. ↑  慧超 1994
28. ↑  张亚平 1985，第37頁.
29. ↑  桑山正進 1976，第399-400頁.
30. ↑  桑山正進 2000，第55-56頁.
31. ↑  桑山正進 1993，第402頁
32. ↑  Abdor Rahman 2002，第37-41頁
33. 1 2  . pro.geo.univie.ac.at.   [2021-04-17]. （原始内容存档于2020-11-07）.
34. ↑  . pro.geo.univie.ac.at.   [2021-04-18].[]

### 一手史料
- 劉昫. . 北京: 中華書局. 1975. ISBN 9787101003192.
- 欧阳修. . 北京: 中華書局. 1975. ISBN 9787101003208.
- 王钦若. . 周勛初等校訂. 南京: 鳳凰出版社. 2006. ISBN 9787806435861.
- 慧超. 张毅 , 编. . 北京: 中華書局. 2000. OCLC 676721444.

### 现代专著
- Martin, Dan. . Akasoy, Anna; Burnett, Charles; Yoeli-Tlalim, Ronit  (编). . Farnham, Surrey: Ashgate Publishing. 2011: 117–144  [2021-04-26]. ISBN 978-0-7546-6956-2. （原始内容存档于2021-05-19）.
- 岑仲勉. . 上海: 中華書局. 1958. ISBN 9787101041897.
- 王欣. . 商务印书馆. 2017. ISBN 9787100130004.
- 王小甫. . 北京: 北京大学出版社. 1992. ISBN 7301019629.

### 论文
- 林梅村. . 考古学报. 1993, (01): 89-107.
- 林梅村. . 中国钱币. 1993, (04): 3-8+81.
- 张亚平. . 南亚研究. 1985, (04): 30-37+3.
- 桑山正進. . East and West. 1976, 26 (3/4): 375-407  [2021-04-26]. ISSN 0012-8376. JSTOR 29756318. （原始内容存档于2021-05-19） （英语）.
- 桑山正進.  (PDF). 東方學報. 1993, 65: 371-430  [2021-04-26]. （原始内容存档 (PDF)于2021-05-19） （日语）.
- 桑山正進.  (PDF). Zinbun. 2000, 34 (1): 25-77  [2021-04-26]. （原始内容存档 (PDF)于2021-05-19） （英语）.
- Afridi G S.  (PDF). Journal of Asian Civilizations. 2016, 39 (2)  [2021-04-26]. （原始内容 (PDF)存档于2021-04-25） （英语）.
- Abdor Rahman.  (PDF). ANCIENT PAKISTAN. 2002, 15: 37-42  [2021-04-26]. （原始内容存档 (PDF)于2021-04-26） （英语）.

### 其他
- Kunsthistorisches Museum Wien. . pro.geo.univie.ac.at.   [2021-04-17]. （原始内容存档于2021-01-05）.